# Christian Borromeo
Christian Borromeo (...) è un attore italiano.

## Biografia
Nel corso della sua carriera ha interpretato vari ruoli da protagonista, tra i quali Germano in Pensione amore servizio completo, diretto da Luigi Russo e Lotario in Ehrengard di Emidio Greco. Tra i suoi ruoli più importanti quelli in Tenebre di Dario Argento e in La casa sperduta nel parco di Ruggero Deodato. Si è ritirato nel 1997.

## Filmografia

### Cinema
- Lezioni di violoncello con toccata e fuga, regia di Davide Montemurri (1976)
- Quella strana voglia d'amare, regia di Mario Imperoli (1977)
- Ritratto di borghesia in nero, regia di Tonino Cervi (1978)
- Pensione amore servizio completo, regia di Luigi Russo (1979)
- Il porno shop della settima strada, regia di Joe D'Amato (1979)
- Tranquille donne di campagna, regia di Claudio De Molinis (1980)
- La casa sperduta nel parco, regia di Ruggero Deodato (1980)
- Estigma, regia José Ramón Larraz (1980)
- Caligola - La storia mai raccontata, regia di Joe D'Amato (1982)
- Tenebre, regia di Dario Argento (1982)
- Murderock - Uccide a passo di danza, regia di Lucio Fulci (1984)
- Senza vergogna, regia di Gianni Siragusa (1986)
- Ehrengard, regia di Emidio Greco (1986)
- Intervista, regia di Federico Fellini (1987)
- 28º minuto, regia di Paolo Frajoli (1991)

### Televisione
- Giorno segreto, regia di Raimondo Del Balzo – miniserie TV (1978)
- L'agente segreto, regia di Antonio Calenda – miniserie TV (1978)
- Racconto d'autunno, regia di Domenico Campana – film TV (1980)
- Lulù, regia di Mario Missiroli – film TV (1980)
- Voglia di volare, regia di Pier Giuseppe Murgia – film TV (1984)
- Domani, regia di Marcello Fondato – film TV (1986)
- Inquietudine, regia di Gianni Siragusa – film TV (1997)

## Doppiatori italiani
- Massimo Giuliani: Ritratto di borghesia in nero, La casa sperduta nel parco
- Massimo Rossi: Il porno shop della settima strada
- Sandro Acerbo: Murderock - Uccide a passo di danza
- Gioacchino Maniscalco: 28° minuto